# Axonolaimus filipjevi
Axonolaimus filipjevi är en rundmaskart som beskrevs av Timm 1952. Axonolaimus filipjevi ingår i släktet Axonolaimus och familjen Axonolaimidae. Inga underarter finns listade i Catalogue of Life.